# D-Day, leur jour le plus long
Pour plus de détails, voir Fiche technique et Distribution.
D-Day, leur jour le plus long (D-Day 6.6.1944) est un téléfilm britannique de Richard Dale sorti pour les télévisions française et britannique le 6 juin 2004.
Tourné en Grande-Bretagne et en France, ce film fait revivre l’expérience de combattants allemands, alliés, résistants ou journalistes, qui représentent les figurants de cette aventure, en mêlant documentaires, reconstitutions et images d'archives.

## Synopsis

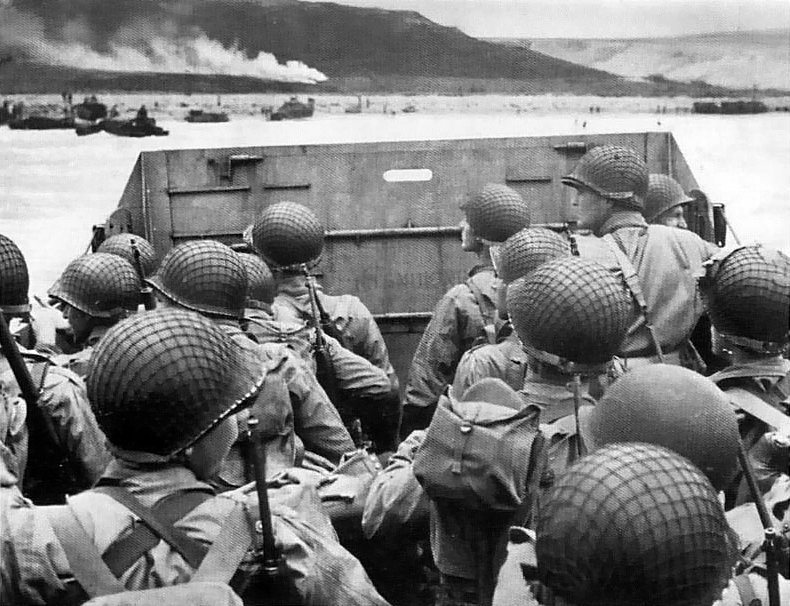
Un LCVP (Landing Craft Vehicle Personnel) le 6 juin 1944

Histoires véridiques d'une aventure d’hommes ordinaires embarqués dans la plus extraordinaire et la plus audacieuse opération militaire de tous les temps, qui retrace les événements des forces alliées et allemandes en présence. Le film débute par des missions secrètes d'entraînement militaire américain. Sous forme de documentaire, l'histoire du débarquement du 6 juin 1944 en Normandie, la défense du front ouest, la lutte menée par la résistance française, la planification de l’invasion, et les opérations de désinformation des services secrets britanniques, ce film rend hommage à trois millions d'hommes face aux troupes allemandes stationnées le long des côtes scandinaves, belges et françaises.

## Fiche technique
- Titre original : D-Day 6.6.1944
- Titre français : D-Day, leur jour le plus long
- Réalisation : Richard Dale, Kim Bour, Pamela Gordon et Sally Weale (partie documentaire)
- Scénario : Andrew Bamfield
- Musique originale : Alan Parker
- Genre : film de guerre
- Durée : 120 minutes
- Pays : Grande-Bretagne
- Dates de sortie : 6 juin 2004 (France), rediffusion le 31 juillet 2005, 2 juin 2014 (France)
- Couleur : Technicolor
- Coproduction : BBC, Discovery Channel, Prosieben, France 2, Telfrance en association avec Dangerous Films et avec la participation de France 5.

## Distribution
- Ian Holm : narrateur (version anglaise)
- André Dussollier : narrateur (version française)

- David Lyon : Dwight D. Eisenhower
- Lacy Moore : Kay Summersby (créditée Tracey Moore)
- Brenda Vaccaro : Eve Clayton
- Andrew Havill : John Masterman
- Albert Welling (en) : Erwin Rommel
- Tim Bentinck : Lieutenant général Hans Speidel
- Daniel Cerqueira : Juan Pujo alias Garbo
- Doug Rao : Robert Capa
- Ian Lindsay : Morgan
- Philip Rham : Lieutenant colonel Otway
- Bohdan Poraj : Lieutenant Geoge Labe
- Oliver de la Fosse : Caporal Bob Littlar
- David Eaton : Bill Farmer
- Jamie Reed : Corporal Franz Gockel
- Murray Head : Robert Douin
- Benjamin Bellecour : Rémy Douin
- Stanislas Crevillen : Bernard Duval
- Alexandre Steiger : André Heintz